# 佐竹雅昭
佐竹 雅昭（さたけ まさあき、1965年8月17日 - ）は、日本の空手家、格闘家、コメンテーター、政治活動家。大阪府吹田市出身。大阪府立北千里高等学校、関西外国語大学卒業。

## 人物
佐竹自身が造った言葉「闘志天翔」（「運命とは、すでに決められたもの、それを自分の力で切り拓き、突き進み、変えていくことが人生」を意味する）を座右の銘とする。
大学卒業後、不動産会社の内定を蹴って正道会館の職員となり、その後プロに転向した。
K-1創設に携わり、日本人エースとしてK-1の創成期を盛り上げた立役者である。空手、K-1の他PRIDEやリングスに参戦する傍ら、映画やテレビ・ラジオのバラエティ番組等でも活動。現役引退後は自身が生み出した武道である総合打撃道の道場「佐竹道場」を開いている。

## 来歴
ウルトラマンに憧れて格闘家を志し、中学時代に大山倍達の著書に感銘を受け空手の道を志す。高校入学と同時に大阪天満にある正道会館総本部に入門し、2年で黒帯を取得した。正道会館入門前に福島区にあった極真会館関西本部に入門していたが、「道場の空気が肌に合わない」という理由で1か月で退会している。
大学在学中に正道会館主催のオープントーナメント全日本空手道選手権大会無差別級に出場し、4回生時（1987年）に初優勝。（その後3連覇、通算4度の優勝）
1990年
6月30日、全日本キックボクシングのリングで、ドン・中矢・ニールセンと対決。キック初挑戦ながら1R2分7秒、左ストレートでKO勝ちを収める。
1991年
6月4日、フルコンタクト空手界初の流派対抗戦「USA大山空手vs正道空手5対5マッチ」で"熊殺し"ウィリー・ウィリアムスと対戦。判定勝ち。
12月7日、リングスに参戦し、本格的にプロ格闘家として活動を始める。
1992年
1月12日、体重無差別、グローブによる顔面パンチあり、肘打ちあり、掴みありの空手大会「第1回トーワ杯カラテ・ジャパン・オープン」で優勝。
3月26日、格闘技オリンピックⅠでWKA世界ヘビー級王者 モーリス・スミスと特別ミックスルールで対戦。キックルールではスミスに一方的に攻められるが判定決着無しのルールの為ドロー。
10月4日、格闘技オリンピックIII〜'92カラテワールドカップのスペシャルマッチでピーター・アーツとキックルールで対戦し引き分け。
10月29日、リングスMEGA-BATTLE TOURNAMENT '92に出場し、1回戦で長井満也にKO勝ちしたものの、練習中に右胸骨を骨折し、2回戦を欠場。ただし佐竹本人が後に語ったところでは、当時石井和義と前田日明の仲が急速に悪化していたことが背景にあり、欠場理由についても言葉を濁している。
11月13日のリングス大会でリング上から挨拶を行った。これを最後にリングス参戦は終了。その後正道会館が立ち上げた格闘技イベントや「K-1」の旗揚げに関わり、中心選手として精力的に活動する。
1993年
1月31日、「第2回トーワ杯カラテ・ジャパン・オープン」を制し二連覇。
4月30日、8選手による無差別級トーナメント「K-1 GRAND PRIX '93」に出場。1回戦でトド"ハリウッド"ヘイズにKOで勝利するも、準決勝でブランコ・シカティックに3RKO負け。
6月25日、ドン・中矢・ニールセンとUKF世界ヘビー級王座決定戦で再戦、1R2分30秒でTKO勝ちし、王座を獲得した。
9月4日、佐竹の持つUKF世界ヘビー級王座の防衛戦としてWKA世界スーパーヘビー級王者のスタン・ザ・マンと対戦し、3-0で判定勝利。
10月3日、カラテワールドカップ'93の決勝戦でアンデイ・フグと対戦し、試し割り判定で勝利。
12月19日、K-2 GRAND PRIX '93 風林火山 "山の章"で行われたKICK世界スーパーヘビー級&ISKAオリエンタル世界ヘビー級王座決定戦でジェフ・フォーランスを2R1分28秒TKO勝ちし、両王座獲得。
1994年
4月30日、K-1 GRAND PRIX '94に出場。1回戦でマイケル・トンプソンにTKO勝利、準決勝でブランコ・シカティックに判定勝利するも、決勝でピーター・アーツに判定で敗れ準優勝。
1995年
3月3日、K-1 GRAND PRIX '95 開幕戦のGP1回戦で、UFCでホイス・グレイシーに敗れはしたが、ホイスが棄権するほどにまで追い込んだことで注目を集めたキモと対戦。2R2分27秒、左ミドルキックでTKO勝ち。5月4日のGP準々決勝でジェロム・レ・バンナに3R2分32秒、KO負け。以後試合を欠場し選手として休養する一方で、芸能活動を本格化させる。
後に本人が明らかにしたところでは、前年末から急なめまいがするなどの症状が出ており、バンナ戦の後脳のCTスキャン検査を受けたところ、医者から「このまま試合を続けると脳が委縮するかもしれない」としてドクターストップを受け、休養を余儀なくされたという。しかしK-1の関係者からは「K-1のイメージが悪くなる」と言われ、事実を公表できなかった。
1996年
10月18日、K-1 STAR WARS '96で1年半ぶりに復帰するも、アンディ・フグに0-3の判定負け。
1997年
7月20日、JAPAN GPに出場。決勝で鈴木政司に勝利し優勝。
11月9日、K-1 GRAND PRIX'97の決勝トーナメントに進んだが、準々決勝においてアンディ・フグに1R15秒、左ハイキックでKO負けした。
1998年
8月28日、JAPAN GPに出場。決勝で中迫剛に勝利し二連覇を果たした。
9月27日、K-1 GRAND PRIX'98のGP1回戦でグラウベ・フェイトーザに判定勝利するも、12月13日の準々決勝でピーター・アーツに1R2分40秒、左膝蹴りでTKO負け。
1999年
10月3日、 K-1 GRAND PRIX '99のGP1回戦で武蔵と対戦し、ダウンを奪うも0-3の判定負け。その直後リングサイドにいた石井和義館長と結果を巡って激しい口論を交わした。この敗戦を最後にK-1および正道会館から離脱。
2000年
1月30日、PRIDE初参戦となったPRIDE GRANDPRIX 2000 開幕戦のGP1回戦でマーク・コールマンに1R1分14秒、ネックロックで敗れる。
10月31日、PRIDE.11で小川直也と対戦し、スリーパーホールドで一本負け。
2002年
4月28日、PRIDE.20でクイントン・"ランペイジ"・ジャクソンと対戦し、ジャーマン・スープレックス気味に投げられKO負けとなった。この投げで頭蓋骨骨折し病院で開頭手術を受け、背骨にもヒビが入る重傷を負った。
11月17日、K-1主催のプロレスイベントファンタジーファイトWRESTLE-1にリングネーム「SATA...yarn」（さたやん）としてプロレスデビュー。アブドーラ・ザ・ブッチャーと対戦し、大回転チョップなどを繰り出すも、毒針エルボーからの体固めで敗退した。
12月31日、INOKI BOM-BA-YE 2002で吉田秀彦と対戦し、フロントネックロックで一本負け。この試合をもってプロ格闘家としての現役を退く。
2003年
1月19日、WRESTLE-1でアブドーラ・ザ・ブッチャーと再戦し、またしても毒針エルボーからの体固めで敗退した。
10月、「総合打撃道」を掲げ、京都府京都市内に佐竹道場を構える。
2007年
京都の企業・会社・医院などの経営者を対象にした人間活学塾「平成武師道」（へいせいぶしどう）を立ち上げる。

## 参議院議員選挙出馬
2013年5月24日、自由民主党参議院全国比例区公認を受け第23回参議院議員通常選挙に立候補したが、7月21日の同選挙にて自民党圧勝の中で落選。得票数27582票（得票率0.6％）。

## 逸話
- 小学時代は少年野球でキャッチャーを担当していた[7]。
- 1986年1月の吹田市の成人式の際は、新成人代表として壇上で挨拶をした。
- 1992年から1994年にかけて、佐竹本人を主人公とした実録漫画『となりの格闘王』が、週刊少年チャンピオンで連載された[8]。
- トレーディングカードゲームであるマジック:ザ・ギャザリングをプレイしていたことがあり、関口宏の東京フレンドパークII出演時にダーツの景品としてBlack LotusとAncestral Recall（共に高額なレアカード）をリクエストしたことがある[9]。ゲーム雑誌『ゲーメスト』『メガストア』でコラムを連載していたことがあり、コラム内ではマジック・ザ・ギャザリングの話題が多かった。
- 1992年、みうらじゅん、筋肉少女帯、人間椅子のメンバーで構成されたロックバンド「大日本仏像連合」のメンバーとして加入。佐竹は筋骨隆々の肉体を生かしたパフォーマーとして参加した。
- 前田日明を慕っており、1999年2月の前田の引退試合での対戦相手であったアレクサンドル・カレリンが来日しないという噂が事前に流れた時、対戦相手に立候補していた。試合は予定通りカレリンを相手に行なわれている。
- 引退後、著書『まっすぐに蹴る』で、石井和義による搾取、正道会館の後輩が死亡事故に見舞われた事例、角田信朗に人望がなく後輩から苦情を出されていたという人物評等、所属していた正道会館の内幕を語っている。
- 同書で書かれていた自身のパンチドランカー気味の症状については、2015年の取材インタビューで、当時医者からこのまま試合を続けていたらアルツハイマーになると忠告されただけであり、「実はパンチドランカーでも何でもありませんでした。ですがいつの間にか、まわりにパンチドランカー扱いされていました」と否定している[10]。
- 得意技のひとつであるローキックの威力は多くの選手からも恐れられており、ピーター・アーツやアーネスト・ホーストにも「K-1選手の中でもトップクラスの破壊力」と言わしめた。
- K-1創成期当時、佐竹以外にヘビー級で戦える日本人がほとんどおらず、同じ階級の選手とスパーリングをするには海外に出張稽古に行くなど、ヘビー級選手としてまともにトレーニングができる環境ではなかった。そのため、自分のスパーリングパートナーを自ら育て上げなければならないという状況であった。
- 『最強の男は誰だ!壮絶筋肉バトル!!スポーツマンNo.1決定戦』の第1回プロスポーツマン大会に出場した際、THE FINAL PUSH-UPという太鼓の音に合わせて1回ずつ腕立て伏せを行う競技種目で、佐竹は300回やり遂げ、池谷幸雄、秋田豊と並んで種目別No.1に輝いたが、佐竹の腕立て伏せが視聴者から疑惑をもたれ、『筋肉番付』内で行われた同種目の全国大会やTBS『SASUKE』の予選会など、現在の腕立て伏せレースでは、用意された顎付け台に顎をきちんとつけないとカウントされず、足を開く範囲も50cm以内というルールになっている。
- 人気バラエティ番組『超天才・たけしの元気が出るテレビ!!』にもレギュラーメンバーとして出演していたが、後年ビートたけしからは『北野ファンクラブ』内で酷評された。また、正道会館時代、『ビートたけしのお笑いウルトラクイズ』に何度か出演しているが、現在発売されているDVD版では佐竹の登場シーンはほぼ削除されており、顔が映るようなカットもすべてモザイク処理が施されている。
- 後述するように、1990年代にはコラムニストとして多数の新聞・雑誌で連載を持っていた。本人によれば、元々愛読誌だった『熱烈投稿』（コアマガジン）の編集部に自ら「アニメのヒロインについて書かせてほしい」と連絡したのが発端。以後「サブカルチャーに詳しい空手家」というポジションで人気を博し、ピーク時には「月20本以上は書いていた」という[2]。

## 戦績

### 総合格闘技
| 総合格闘技 戦績 | 総合格闘技 戦績 | 総合格闘技 戦績 | 総合格闘技 戦績 | 総合格闘技 戦績 | 総合格闘技 戦績 | 総合格闘技 戦績 |
| --------------- | --------------- | --------------- | --------------- | --------------- | --------------- | --------------- |
| 10 試合         | (T)KO           | 一本            | 判定            | その他          | 引き分け        | 無効試合        |
| 1 勝            | 1               | 0               | 0               | 0               | 1               | 0               |
| 8 敗            | 2               | 3               | 3               | 0               | 1               | 0               |

| 勝敗 | 対戦相手                             | 試合結果                          | 大会名                                          | 開催年月日     |
| ×    | 吉田秀彦                             | 1R 0:50 フロントネックロック      | INOKI BOM-BA-YE 2002                            | 2002年12月31日 |
| ×    | クイントン・"ランペイジ"・ジャクソン | 1R 7:07 KO（スラム）              | PRIDE.20                                        | 2002年4月28日  |
| △    | サム・グレコ                         | 3分5R終了 時間切れ                | INOKI BOM-BA-YE 2001                            | 2001年12月31日 |
| ×    | セーム・シュルト                     | 1R 2:18 TKO（スタンドパンチ連打） | PRIDE.17                                        | 2001年11月3日  |
| ×    | イゴール・ボブチャンチン             | 3R（10分/5分/5分）終了 判定0-3    | PRIDE.15                                        | 2001年7月29日  |
| ×    | 安田忠夫                             | 3R（10分/5分/5分）終了 判定1-2    | PRIDE.13                                        | 2001年3月25日  |
| ×    | 小川直也                             | 2R 2:01 スリーパーホールド        | PRIDE.11                                        | 2000年10月31日 |
| ○    | 村上一成                             | 1R 6:58 TKO（マウントパンチ）     | PRIDE.10                                        | 2000年8月27日  |
| ×    | ガイ・メッツァー                     | 10分2R終了 判定0-3                | PRIDE GRANDPRIX 2000 決勝戦                     | 2000年5月1日   |
| ×    | マーク・コールマン                   | 1R 1:14 ネックロック              | PRIDE GRANDPRIX 2000 開幕戦 【GRANDPRIX 1回戦】 | 2000年1月30日  |

### リングス
| 勝敗 | 対戦相手               | 試合結果                 | 大会名                                                               | 開催年月日     |
| ×    | ヘルマン・レンティング | 不戦敗（右胸骨骨折）     | リングス MEGA-BATTLE TOURNAMENT '92 2nd Round 【トーナメント 2回戦】 | 1992年11月13日 |
| ○    | 長井満也               | 1R 1:24 KO               | リングス MEGA-BATTLE TOURNAMENT '92 1st round 【トーナメント 1回戦】 | 1992年10月29日 |
| △    | ロブ・カーマン         | 3分5R終了 時間切れ       | リングス MEGA BATTLE SPECIAL 礎～ISHIZUE【グローブマッチ】           | 1992年8月21日  |
| ○    | ピーター・ウラ         | 4R 1:02 KO               | リングス MEGA BATTLE 6th. 颯～HAYATE【グローブマッチ】               | 1992年7月16日  |
| △    | ウィリー・ピータース   | 3分5R+延長R終了 時間切れ | リングス MEGA BATTLE 5th. 獅子吼～SHI SHI KU                         | 1992年6月25日  |
| ○    | バート・コップスJr     | 2R 2:09 KO               | リングス MEGA BATTLE 4th. 光臨～KOHRIN リングス旗揚げ1周年記念大会   | 1992年5月16日  |
| ○    | ヘルマン・レンティング | 7:29 KO                  | リングス MEGA BATTLE 3rd. 雷～IKAZUCHI                               | 1992年4月3日   |
| ○    | フレッド・オーストロン | 6:22 KO                  | リングス MEGA-BATTLE 2nd. 息・吹～IBUKI                              | 1992年3月5日   |
| ○    | ジェラルド・ゴルドー   | 2R 2:13 反則             | リングス MEGA-BATTLE 1st. 回天～KAITEN                               | 1992年1月25日  |
| △    | ハンス・ナイマン       | 2分5R終了 引き分け       | リングス ASTRAL STEP FINAL BLAZE UP 炎上 【正道会館空手ルール】      | 1991年12月7日  |

### キックボクシング
| キックボクシング 戦績 | キックボクシング 戦績 | キックボクシング 戦績 | キックボクシング 戦績 | キックボクシング 戦績 | キックボクシング 戦績 | キックボクシング 戦績 |
| --------------------- | --------------------- | --------------------- | --------------------- | --------------------- | --------------------- | --------------------- |
| 40 試合               | (T)KO                 | 判定                  | その他                | 引き分け              | 無効試合              |                       |
| 24 勝                 | 17                    | 7                     |                       | 4                     |                       |                       |
| 12 敗                 | 8                     | 4                     |                       | 4                     |                       |                       |

| 勝敗 | 対戦相手                 | 試合結果                          | 大会名 | 開催年月日     |
| ×    | 武蔵                     | 5R終了 判定0-3                    | K-1 GRAND PRIX '99 開幕戦 【GRAND PRIX 1回戦】                                                                      | 1999年10月3日  |
| ○    | ゲーリー・グッドリッジ   | 3R 2:47 KO（左ローキック）        | K-1 SPIRITS '99 〜魂の戦い〜                                                                                        | 1999年8月22日  |
| ○    | ヨッキ・オバーホルツァー | 3R 2:19 TKO（右ローキック）       | K-1 BRAVES '99 〜グランプリへの道〜                                                                                 | 1999年6月20日  |
| ×    | マイク・ベルナルド       | 5R終了 判定0-3                    | K-1 REVENGE '99 | 1999年4月25日  |
| ×    | ピーター・アーツ         | 1R 2:40 TKO（左膝蹴り）           | K-1 GRAND PRIX '98 決勝戦 【GRAND PRIX 準々決勝】                                                                   | 1998年12月13日 |
| ○    | グラウベ・フェイトーザ   | 5R終了 判定2-0                    | K-1 GRAND PRIX '98 開幕戦 【GRAND PRIX 1回戦】                                                                      | 1998年9月27日  |
| ○    | 中迫剛                   | 3R終了 判定2-0                    | K-1 BUSHIDO '98 【JAPAN GP 決勝】                                                                                   | 1998年8月28日  |
| ○    | 大石亨                   | 2R 2:03 KO（左ミドルキック）      | K-1 BUSHIDO '98 【JAPAN GP 準決勝】                                                                                 | 1998年8月28日  |
| ○    | 安生洋二                 | 2R 1:02 TKO（右ハイキック）       | K-1 BUSHIDO '98 【JAPAN GP 1回戦】                                                                                  | 1998年8月28日  |
| ×    | マット・スケルトン       | 1R 2:06 TKO（左ストレート）       | K-1 DREAM '98 | 1998年7月18日  |
| △    | 武蔵                     | 5R終了 判定0-0                    | K-1 BRAVES '98 | 1998年5月24日  |
| △    | モーリス・スミス         | 5R終了 判定0-0                    | K-1 KINGS '98 | 1998年4月9日   |
| ×    | アンディ・フグ           | 1R 0:15 KO（左ハイキック）        | K-1 GRAND PRIX '97 決勝戦 【GRAND PRIX 準々決勝】                                                                   | 1997年11月9日  |
| ○    | ジャン・リビエール       | 再延長R終了 判定3-0               | K-1 GRAND PRIX '97 開幕戦 【GRAND PRIX 1回戦】                                                                      | 1997年9月7日   |
| ○    | 鈴木政司                 | 4R 1:17 TKO（タオル投入）         | K-1 DREAM '97 【JAPAN GP 決勝】                                                                                     | 1997年7月20日  |
| ○    | 阿部修司                 | 3R終了 判定3-0                    | K-1 DREAM '97 【JAPAN GP 準決勝】                                                                                   | 1997年7月20日  |
| ○    | 清原定一                 | 1R 1:33 TKO（右ストレート）       | K-1 DREAM '97 【JAPAN GP 1回戦】                                                                                    | 1997年7月20日  |
| ○    | カークウッド・ウォーカー | 5R終了 判定3-0                    | K-1 FIGHT NIGHT '97 〜THE DECISION〜                                                                                | 1997年6月7日   |
| ×    | マイク・ベルナルド       | 2R 1:24 TKO（右フック）           | K-1 KINGS '97 | 1997年3月16日  |
| ×    | アンディ・フグ           | 5R終了 判定0-3                    | K-1 STAR WARS '96                                                                                                   | 1996年10月18日 |
| ×    | ジェロム・レ・バンナ     | 3R 2:32 KO（左フック）            | K-1 GRAND PRIX '95 【GRAND PRIX 準々決勝】                                                                          | 1995年5月4日   |
| ○    | キモ                     | 2R 2:27 TKO（左ミドルキック）     | K-1 GRAND PRIX '95 開幕戦 【GRAND PRIX 1回戦】                                                                      | 1995年3月3日   |
| ×    | サム・グレコ             | 2R 1:27 KO（右フック）            | K-1 LEGEND 乱 | 1994年12月10日 |
| ○    | ギャリー・サンドランド   | 2R 2:28 TKO（左ミドルキック）     | KARATE WORLD CUP '94 【スペシャルワンマッチ】                                                                       | 1994年10月2日  |
| ○    | デニス"ハリケーン"レーン | 2R 1:38 TKO（右ローキック）       | K-1 REVENGE 【WKA世界スーパーヘビー級タイトルマッチ】                                                               | 1994年9月18日  |
| ×    | ピーター・アーツ         | 3R終了 判定0-3                    | K-1 GRAND PRIX '94 【GRAND PRIX 決勝】                                                                              | 1994年4月30日  |
| ○    | ブランコ・シカティック   | 3R終了 判定2-0                    | K-1 GRAND PRIX '94 【GRAND PRIX 準決勝】                                                                            | 1994年4月30日  |
| ○    | マイケル・トンプソン     | 3R 0:34 TKO（左膝蹴り）           | K-1 GRAND PRIX '94 【GRAND PRIX 1回戦】                                                                             | 1994年4月30日  |
| ×    | アーネスト・ホースト     | 2R 2:45 KO（左ハイキック）        | K-1 CHALLENGE | 1994年3月4日   |
| ○    | ジェフ・フォーランス     | 2R 1:28 TKO（パンチ連打）         | K-2 GRAND PRIX '93 風林火山 "山の章" 【KICK世界スーパーヘビー級王座決定戦 &ISKAオリエンタル世界ヘビー級王座決定戦】 | 1993年12月19日 |
| ○    | スタン・ザ・マン         | 5R終了 判定3-0                    | K-1 ILLUSION 風林火山 "林の章" 【UKF世界ヘビー級タイトルマッチ】                                                    | 1993年9月4日   |
| ○    | ドン・中矢・ニールセン   | 1R 2:30 TKO（右フック）           | 聖戦 〜SANCTUARY III〜 風林火山 "風の章" 【UKF世界ヘビー級王座決定戦】                                              | 1993年6月25日  |
| ×    | ブランコ・シカティック   | 3R 0:45 KO（左フック）            | K-1 GRAND PRIX '93 【GRAND PRIX 準決勝】                                                                            | 1993年4月30日  |
| ○    | トド"ハリウッド"ヘイズ   | 2R 0:45 KO（右ローキック）        | K-1 GRAND PRIX '93 【GRAND PRIX 1回戦】                                                                             | 1993年4月30日  |
| ○    | クリス・ブランネル       | 2R 1:39 KO（右フック）            | 聖戦 〜SANCTUARY I〜                                                                                                | 1993年3月30日  |
| △    | ピーター・アーツ         | 5R終了 引き分け                   | 格闘技オリンピックIII 〜カラテワールドカップ '92〜                                                                  | 1992年10月4日  |
| △    | ロブ・カーマン           | 3分5R終了 時間切れ                | リングス MEGA BATTLE SPECIAL 礎～ISHIZUE【グローブマッチ】                                                          | 1992年8月21日  |
| ○    | アマッド・モハメッド     | 1R 1:57 TKO（3ダウン）            | 格闘技オリンピックII                                                                                                | 1992年7月30日  |
| ○    | ピーター・ウラ           | 4R 1:02 KO                        | リングス MEGA BATTLE 6th. 颯～HAYATE【グローブマッチ】                                                              | 1992年7月16日  |
| ○    | ドン・中矢・ニールセン   | 1R 2:07 KO（頭突き→右ストレート） | 全日本キックボクシング連盟「INSPIRING WARS HEAT」                                                                   | 1990年6月30日  |

### 空手
| 勝敗 | 対戦相手                   | 試合結果              | 大会名                                                                              | 開催年月日     |
| ○    | アンディ・フグ             | 試し割り判定9-8       | カラテワールドカップ '93 風林火山 "火の章" 【決勝】                                 | 1993年10月3日  |
| ○    | 金泰泳                     | 延長0:43 左上段膝蹴り | カラテワールドカップ '93 風林火山 "火の章" 【準決勝】                               | 1993年10月3日  |
| ○    | アダム・ワット             | 再延長判定3-0         | カラテワールドカップ '93 風林火山 "火の章" 【準々決勝】                             | 1993年10月3日  |
| ○    | パトリック・スミス         | 本戦1:16 右中段突き   | カラテワールドカップ '93 風林火山 "火の章" 【1回戦】                                | 1993年10月3日  |
| △    | 西良典                     | ドロー                | K-1 GRANDPRIX前哨戦 聖戦～SANCTUARY Ⅱ フルコンタクトカラテ エキシビジョンマッチ     | 1993年3月30日  |
| ○    | 金泰泳                     | 判定                  | 第2回トーワ杯争奪 KARATE JAPAN OPEN TOURNAMENT 【決勝】                             | 1993年1月31日  |
| ○    | 後川聡之                   | 判定                  | 第2回トーワ杯争奪 KARATE JAPAN OPEN TOURNAMENT 【準決勝】                           | 1993年1月31日  |
| ○    | 内田弥                     | KO                    | 第2回トーワ杯争奪 KARATE JAPAN OPEN TOURNAMENT 【準々決勝】                         | 1993年1月31日  |
| ○    | 疋田芳浩                   | KO                    | 第2回トーワ杯争奪 KARATE JAPAN OPEN TOURNAMENT 【4回戦】                            | 1993年1月31日  |
| ○    | 石川雄規                   | KO                    | 第2回トーワ杯争奪 KARATE JAPAN OPEN TOURNAMENT 【3回戦】                            | 1993年1月31日  |
| ○    | 作本真二                   | KO                    | 第2回トーワ杯争奪 KARATE JAPAN OPEN TOURNAMENT 【2回戦】                            | 1993年1月31日  |
| ○    | 稲葉紀之                   | 再延長 KO             | 第1回トーワ杯争奪 KARATE JAPAN OPEN TOURNAMENT 【決勝】                             | 1992年1月12日  |
| ○    | 阿部健一                   | 判定                  | 第1回トーワ杯争奪 KARATE JAPAN OPEN TOURNAMENT 【準決勝】                           | 1992年1月12日  |
| ○    | 村上竜司                   | KO                    | 第1回トーワ杯争奪 KARATE JAPAN OPEN TOURNAMENT 【準々決勝】                         | 1992年1月12日  |
| ○    | 坂爪武史                   | 判定                  | 第1回トーワ杯争奪 KARATE JAPAN OPEN TOURNAMENT 【3回戦】                            | 1992年1月12日  |
| ○    | 秋山文生                   | KO                    | 第1回トーワ杯争奪 KARATE JAPAN OPEN TOURNAMENT 【2回戦】                            | 1992年1月12日  |
| ×    | ジェラルド・ゴルドー       | 試し割判定            | カラテワールドカップ '91 第10回全日本空手道選手権大会 【1回戦】                     | 1991年10月10日 |
| ○    | ウィリー・ウィリアムス     | 判定5-0               | USA大山空手vs正道空手5対5マッチ                                                     | 1991年6月4日   |
| ○    | 柳澤聡行                   | 判定                  | 第9回ノックダウンオープントーナメント全日本空手道選手権大会 【3位決定戦】           | 1990年9月30日  |
| ×    | 後川聡之                   | 体重差判定            | 第9回ノックダウンオープントーナメント全日本空手道選手権大会 【準決勝】              | 1990年9月30日  |
| ○    | 川地雅樹                   | 判定                  | 第9回ノックダウンオープントーナメント全日本空手道選手権大会 【準々決勝】            | 1990年9月30日  |
| ○    | 渡辺正彦                   | 一本                  | 第9回ノックダウンオープントーナメント全日本空手道選手権大会 【3回戦】               | 1990年9月30日  |
| ○    | 丸尾和広                   | 一本                  | 第9回ノックダウンオープントーナメント全日本空手道選手権大会 【2回戦】               | 1990年9月30日  |
| ○    | ピーター・スミット         | 延長1回判定           | 第9回ノックダウンオープントーナメント全日本空手道選手権大会 【1回戦】               | 1990年9月30日  |
| ○    | 田上敬久                   | 判定                  | 第8回ノックダウンオープントーナメント全日本空手道選手権大会 【決勝】                | 1989年10月1日  |
| ○    | 松本栄治                   | 判定                  | 第8回ノックダウンオープントーナメント全日本空手道選手権大会 【準決勝】              | 1989年10月1日  |
| ○    | 今西靖明                   | 一本                  | 第8回ノックダウンオープントーナメント全日本空手道選手権大会 【準々決勝】            | 1989年10月1日  |
| ○    | 竹澤伸光                   | 判定                  | 第8回ノックダウンオープントーナメント全日本空手道選手権大会 【2回戦】               | 1989年10月1日  |
| ○    | 岸川新                     | 判定                  | 第8回ノックダウンオープントーナメント全日本空手道選手権大会 【1回戦】               | 1989年10月1日  |
| ○    | 南豪宏                     | 判定                  | '89格闘技の祭典第2回カラテリアルチャンピオン決定トーナメント 【決勝】               | 1989年7月2日   |
| ○    | 玉城厚志                   | 判定                  | '89格闘技の祭典第2回カラテリアルチャンピオン決定トーナメント 【準決勝】             | 1989年7月2日   |
| ○    | 村上竜司                   | 判定                  | '89格闘技の祭典第2回カラテリアルチャンピオン決定トーナメント 【2回戦】              | 1989年7月2日   |
| ○    | 西田操一                   | 判定                  | '89格闘技の祭典第2回カラテリアルチャンピオン決定トーナメント 【1回戦】              | 1989年7月2日   |
| ○    | 深井英樹                   | 一本                  | 士道館 第8回ストロングオープントーナメント全日本空手道選手権大会 重量級【決勝】     | 1988年10月29日 |
| ○    | 向井田春也                 | 判定                  | 士道館 第8回ストロングオープントーナメント全日本空手道選手権大会 重量級【準決勝】   | 1988年10月29日 |
| ○    | イリュース・ダイミテリウス | 判定                  | 士道館 第8回ストロングオープントーナメント全日本空手道選手権大会 重量級【2回戦】    | 1988年10月29日 |
| ○    | アブドル・ラシーデ         | 判定                  | 士道館 第8回ストロングオープントーナメント全日本空手道選手権大会 重量級【1回戦】    | 1988年10月29日 |
| ○    | 柳沢聡行                   | 判定                  | 第7回ノックダウンオープントーナメント全日本空手道選手権大会 【決勝】                | 1988年9月18日  |
| ○    | 角田信朗                   | 一本                  | 第7回ノックダウンオープントーナメント全日本空手道選手権大会 【準決勝】              | 1988年9月18日  |
| ○    | 中川敬介                   | 判定                  | 第7回ノックダウンオープントーナメント全日本空手道選手権大会 【準々決勝】            | 1988年9月18日  |
| ○    | 藤田実                     | 判定                  | 第7回ノックダウンオープントーナメント全日本空手道選手権大会 【3回戦】               | 1988年9月18日  |
| ○    | シアマク・マハタビ         | 判定                  | 第7回ノックダウンオープントーナメント全日本空手道選手権大会 【2回戦】               | 1988年9月18日  |
| ○    | 中村政博                   | 判定                  | 第7回ノックダウンオープントーナメント全日本空手道選手権大会 【1回戦】               | 1988年9月18日  |
| ×    | 柳沢聡行                   | 判定                  | 梶原一騎追悼大会 格闘技の祭典'88カラテリアルチャンピオン決定トーナメント 【決勝】   | 1988年4月2日   |
| ○    | 松井宣治                   | 判定                  | 梶原一騎追悼大会 格闘技の祭典'88カラテリアルチャンピオン決定トーナメント 【準決勝】 | 1988年4月2日   |
| ○    | 青柳政司                   | 一本                  | 梶原一騎追悼大会 格闘技の祭典'88カラテリアルチャンピオン決定トーナメント 【2回戦】  | 1988年4月2日   |
| ○    | 山崎勝美                   | 一本                  | 梶原一騎追悼大会 格闘技の祭典'88カラテリアルチャンピオン決定トーナメント 【1回戦】  | 1988年4月2日   |
| ○    | 川地雅樹                   | 判定                  | 第6回ノックダウンオープントーナメント全日本空手道選手権大会 【決勝】                | 1987年9月6日   |
| ○    | 柳澤聡行                   | 判定                  | 第6回ノックダウンオープントーナメント全日本空手道選手権大会 【準決勝】              | 1987年9月6日   |
| ○    | 福岡賢一                   | 判定                  | 第6回ノックダウンオープントーナメント全日本空手道選手権大会 【準々決勝】            | 1987年9月6日   |
| ○    | 清原定一                   | 一本                  | 第6回ノックダウンオープントーナメント全日本空手道選手権大会 【2回戦】               | 1987年9月6日   |
| ○    | 松永光弘                   | 一本                  | 第6回ノックダウンオープントーナメント全日本空手道選手権大会 【1回戦】               | 1987年9月6日   |
| ×    | 川地雅樹                   | 判定                  | 第5回ノックダウンオープントーナメント全日本空手道選手権大会 【決勝】                | 1986年12月14日 |
| ○    | 今西靖明                   | 判定                  | 第5回ノックダウンオープントーナメント全日本空手道選手権大会 【準決勝】              | 1986年12月14日 |
| ○    | 玉城厚志                   | 判定                  | 第5回ノックダウンオープントーナメント全日本空手道選手権大会 【準々決勝】            | 1986年12月14日 |
| ○    | 玉城健治                   | 判定                  | 第5回ノックダウンオープントーナメント全日本空手道選手権大会 【3回戦】               | 1986年12月14日 |
| ○    | 池之内宏                   | 判定                  | 第5回ノックダウンオープントーナメント全日本空手道選手権大会 【2回戦】               | 1986年12月14日 |
| ○    | 木村啓二                   | 判定                  | 第5回ノックダウンオープントーナメント全日本空手道選手権大会 【1回戦】               | 1986年12月14日 |
| ×    | 川地雅樹                   | 判定                  | 第4回ノックダウンオープントーナメント全日本空手道選手権大会 【決勝】                | 1985年12月8日  |
| ○    | 今西靖明                   | 試し割り判定          | 第4回ノックダウンオープントーナメント全日本空手道選手権大会 【準決勝】              | 1985年12月8日  |
| ○    | 東雅美                     | 不戦勝                | 第4回ノックダウンオープントーナメント全日本空手道選手権大会 【準々決勝】            | 1985年12月8日  |
| ○    | 松本保則                   | 一本                  | 第4回ノックダウンオープントーナメント全日本空手道選手権大会 【3回戦】               | 1985年12月8日  |
| ○    | 井上真路                   | 判定                  | 第4回ノックダウンオープントーナメント全日本空手道選手権大会 【2回戦】               | 1985年12月8日  |
| ○    | 栗原弘                     | 一本                  | 第4回ノックダウンオープントーナメント全日本空手道選手権大会 【1回戦】               | 1985年12月8日  |
| ×    | 木村成克                   | 体重判定              | 第3回ノックダウンオープントーナメント全日本空手道選手権大会 【3位決定戦】           | 1984年9月8日   |
| ×    | 今西靖明                   | 一本                  | 第3回ノックダウンオープントーナメント全日本空手道選手権大会 【準決勝】              | 1984年9月8日   |
| ○    | 野村卓                     | 判定                  | 第3回ノックダウンオープントーナメント全日本空手道選手権大会 【準々決勝】            | 1984年9月8日   |
| ○    | 本田元彦                   | 判定                  | 第3回ノックダウンオープントーナメント全日本空手道選手権大会 【3回戦】               | 1984年9月8日   |
| ○    | 国井明方                   | 判定                  | 第3回ノックダウンオープントーナメント全日本空手道選手権大会 【2回戦】               | 1984年9月8日   |
| ○    | 木村啓二                   | 一本                  | 第3回ノックダウンオープントーナメント全日本空手道選手権大会 【1回戦】               | 1984年9月8日   |

### ミックスルール
| 勝敗 | 対戦相手             | 試合結果          | 大会名                         | 開催年月日    |
| ○    | ポドリャチン・デニス | 3分3R終了 判定3-0 | ULTIMATE BOXING 旗揚げ戦       | 2000年6月11日 |
| △    | モーリス・スミス     | 4R終了 判定なし   | 硬派er 〜格闘技オリンピックI〜 | 1992年3月26日 |

## 獲得タイトル
- フルコンタクト空手
  - 第3回全日本空手道選手権大会 第4位（1984年）正道会館主催（関西外語大学一回生時・初出場）
  - 第4回全日本空手道選手権大会 準優勝（1985年）正道会館主催（関西外語大学二回生時）
  - 第5回全日本空手道選手権大会 準優勝（1986年）正道会館主催（関西外語大学三回生時）
  - 第6回全日本空手道選手権大会 優勝（1987年）正道会館主催（関西外語大学四回生時・初優勝）
  - 第7回全日本空手道選手権大会 優勝（1988年）正道会館主催（2連覇）
  - 第8回全日本空手道選手権大会 優勝（1989年）正道会館主催（3連覇）
  - 第8回ストロングオープントーナメント重量級 優勝（1988年）士道館主催
  - 第1回リアル空手トーナメント 準優勝（1988年）
  - 第2回リアル空手トーナメント 優勝（1989年）
  - 第1回トーワ杯カラテジャパンオープントーナメント選手権大会 優勝（1992年）
  - 第2回トーワ杯カラテジャパンオープントーナメント選手権大会 優勝（1993年）
  - カラテワールドカップ'93 優勝（1993年）

- キックボクシング
  - ISKAオリエンタル世界ヘビー級王座
  - 初代UKF世界ヘビー級王座（1993年）
  - KICK世界スーパーヘビー級王座
  - K-1 GRAND PRIX '94 準優勝
  - K-1 JAPAN GP '97 優勝
  - K-1 JAPAN GP '98 優勝

## 芸能活動

### 映画
- 1・2の三四郎（1995年7月15日、東宝)　-主演
- 極道甲子園（2004年4月25日、RIKIプロジェクト）

### テレビドラマ
- 金田一少年の事件簿「金田一少年の殺人」（針生聖典 役）
- 聖龍伝説 （幻龍三鬼神・雷神役）
- 爆竜戦隊アバレンジャー第33話（佐竹昭雅 / ヒルリンドウの声 役）

### テレビアニメ
- バトルファイターズ 餓狼伝説（1992年、ジョー・東 役）

### バラエティ等
- マジカル頭脳パワー!!（日本テレビ）
- クイズ どんなMONだい?!（日本テレビ）
- 超天才・たけしの元気が出るテレビ!!（日本テレビ）
- ビートたけしのお笑いウルトラクイズ（日本テレビ）
- バリキン7賢者の戦略（TBS）
- IT'sアクセス（テレビ東京）
- オールスター感謝祭（TBS）
- ゴールデンタイム（フジテレビ）
- バラいろダンディ（2015年10月2日 - 2018年3月30日、TOKYO MX）金曜ダンディ
- ゴジラ海を渡る 世界制覇へのシナリオ（1998年 NHK）
- 出没!アド街ック天国（テレビ東京）
  - 「大塚」2001年9月8日
  - 「川越」2002年11月9日
- BSマンガ夜話『空手バカ一代』（2002年8月8日 NHK BS2）

### 佐竹雅昭をモデルにしたオモチャ
- ミクロマン・レッドパワーズ　L-07 スーパーサタケ（タカラ）
- ミクロマン・レッドパワーズ　L-21 レーザーサタケ（タカラ）
- 変身サイボーグ99　サイボーグサタケ（タカラ・ハイパーホビー誌上限定販売）

### ラジオ
- 佐竹雅昭の平成武師道 俺たちの背中を見ろ！（Kiss FM KOBE 89.9）
- SNK一撃!ネオ・ラジオ（MBS毎日放送）
- 佐竹・林原の覇王塾（以降『-覇王塾F』→『-無法塾』→『-阿呆塾』とタイトル変更）
- 佐竹雅昭の暁の黒海老団

### 音楽
- 覇王咆哮（佐竹雅昭with林原めぐみ名義）CDアルバム。全9曲中6曲ボーカル、1曲林原めぐみとのデュエット。エース清水（聖飢魔II）プロデュース。
- 闘志天翔 -覇王 佐竹雅昭のテーマ- （伊福部昭提供『怪獣大戦争マーチ』の新編曲バージョン）

### CM
- 餓狼伝説SPECIAL - （ジョー・ヒガシ役）
- 覇王マガジン - （創刊時の雑誌名は『スーパーゲームマガジン覇王』）
- ツムラ「インセント」[11]

## 執筆等

### 書籍
- 世紀末覇者伝（1992年12月、JICC出版局） ISBN 9784796605465
- まっすぐに蹴る（2003年12月5日、角川書店）ISBN 9784048838580
- 武師道 ‐士から師へ-（2011年12月1日、角川書店）ISBN 9784041100349

### 連載
- ゲーメスト 連載コラム「天使万歳」（1992年 - 1998年） - 1993年からは「天使万歳 ふたたび」と改題。
- 朝日新聞 夕刊コラム「私の○○」（1995年6月19日 - 6月23日の全5回） - 学生時代の最後の試合、炒めもの、怪獣、パソコン、漫画などについて書いた。

### 雑誌記事
- 特撮雑誌 宇宙船 1992年夏号 - 「特撮とプロレス」の記事で取材を受ける。また竹内義和が連載コラムで「友人の佐竹」について記している。
- BRUTUS 1995年8月15日号 - コレクター特集の記事で自室を公開した。